# Послание Ивана Грозного Тимофею Тетерину
Послание русского царя Ивана Грозного «расстриге-богатырю» Тимофею Тетерину было написано в 1577 году. Целью царя было указать адресату, когда-то бежавшему в Литву, на его ничтожество и своё величие в связи с очередными победами в Ливонии. Письмо традиционно включают в сборники сочинений Ивана Грозного.

## Создание
Иван Грозный написал письмо Тимофею Тетерину в 1577 году, во время ливонского похода (наряду со вторым посланием Андрею Курбскому). Исследователи констатируют, что эти два произведения занимают особое место в царской переписке: их адресаты, к тому времени эмигрировавшие в Польско-Литовское государство, не были подданными Ивана Грозного, но при этом не занимали достаточно высокое положение, чтобы им нужно было направлять дипломатические грамоты.
Незнатный дворянин Тимофей Тетерин участвовал, командуя стрелецкими отрядами, во многих походах русских войск в Поволжье и Ливонии. В 1563 году он попал в опалу и был насильно пострижен в монахи, но вскоре бежал в Литву. Оттуда Тетерин написал совместно с ещё одним эмигрантом Марком Сарыхозиным письмо боярину Михаилу Яковлевичу Морозову — юрьевскому воеводе, объявившему их изменниками. В этом послании он рассказал о царском терроре, о царящем в Русском царстве бесправии. Иван Грозный вспомнил о Тетерине в конце своего победоносного похода 1577 года, заняв всю Ливонию к северу от Двины (за исключением Ревеля и Риги). Царь считал Ливонскую войну окончательно выигранной, и в письмах этого периода он в очередной раз заявляет о своих правах на Восточную Прибалтику, подтверждённых теперь «божьим смотрением», показывает своим старым оппонентам, что все их интриги закончились неудачей.

## Содержание
Послание датировано 12 сентября 7086 (1577) года. Оно было написано в Вольмаре, а передал его князь Александр Полубенский, находившийся некоторое время в плену. Иван Грозный с издёвкой называет Тетерина «расстригой-богатырём», напоминает ему о письме Морозову, иронично спрашивает: «Чего же ты… ныне за Двину в Литву побежал, а ни в какой башне не удержался?». Затем он пишет: «Вам бы сейчас лучше всего нас… здесь спокойно дожидаться — мы бы вас во всех бедах успокоили!». Здесь историки видят пародирование последних слов послания Курбского царю: автор там говорит, что надеется найти в Литве покой и утешение «от всех скорбей».
Письмо получилось совсем коротким («А нечего к тебе, холопу, много и писать», — объяснил царь). В конце автор напоминает, что Вольмар когда-то был первым убежищем сбежавшего от него Курбского, а теперь взят вместе с другими ливонскими городами.